# Gara Aluniș
Gara Aluniș este o stație de cale ferată care deservește comuna Aluniș, județul Mureș, România.